# Приули, Лоренцо
Лоренцо Приули (1489 — 17 августа 1559) — 82-й венецианский дож.

Герб Лоренцо Приули

## Биография
Приули получил образование в области философии, его карьера шла по гражданской линии: он занимал должности подесты, трудился при дворе дожей, выполнял посольские поручения. Через жену породнился со знатной венецианской фамилией Дандоло, имел одного сына. Согласно хроникам, по характеру Приули был хладнокровным и упорным человеком.

## Правление
Вступил в должность дожа 14 июня 1556 года, но этого могло и не произойти, если бы его основной конкурент, Стефано Тьеполо, не умер по ходу предвыборных дебатов. Грандиозность торжеств по случаю избрания поразила воображение граждан и иностранных гостей. Эта пышная процедура инаугурации осталась практически единственным достойным упоминания событием за всё время правления Приули.
Во внешней политике Венеция соблюдала строгий нейтралитет в конфликте между Францией и Испанией за влияние в делах итальянских государств. В результате подписания Като-Камбрезийского мирного договора (1559) победа досталась Испании, которая очень скоро обратила остриё своей внешней политики в сторону Венеции и стала предпринимать попытки дестабилизации венецианского государства (как, например, в случае заговора Бедмара, 1618). Но Лоренцо Приули уже не увидел этих событий, ибо 17 августа 1559 года он умер в возрасте 70 лет.

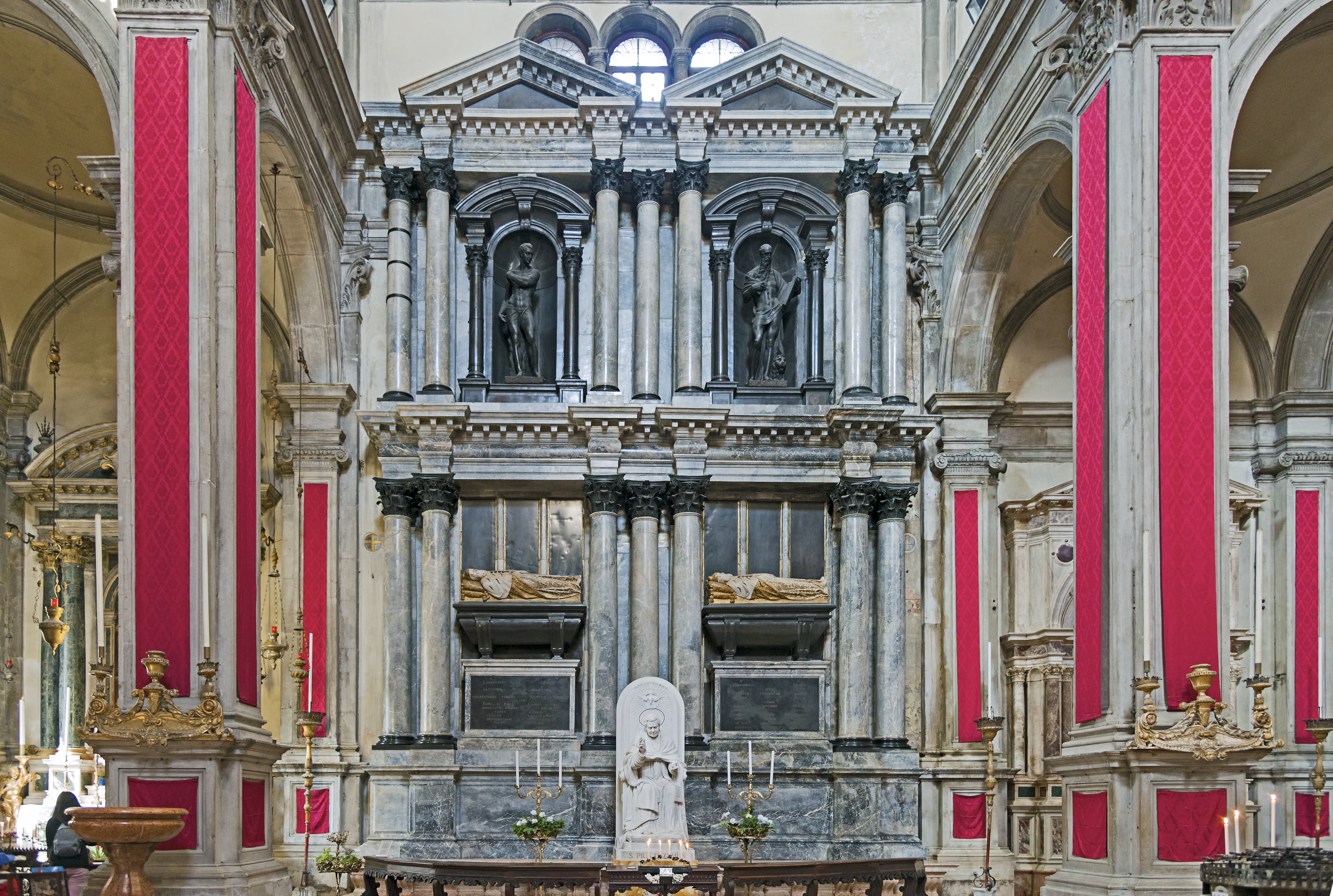
Монументы на могилах дожей Лоренцо и Джероламо Приули (арх. Чезаре Франко).